# Марко Грюлль
Марко Грюлль (нім. Marco Grüll; нар. 6 липня 1998, Шварцах-ім-Понгау) — австрійський футболіст, нападник німецького клубу «Вердер» та національної збірної Австрії.

## Клубна кар'єра
Народився 6 липня 1998 року в місті Шварцах-ім-Понгау. Вихованець футбольної школи клубу «Радштадт». У січні 2013 року він перейшов у «Пфаррверфен» і з сезону 2013/14 став виступати за першу команду, в якій провів два сезони, взявши участь у 49 матчах четвертого та п'ятого дивізіону країни.
З 2015 року Грюлль став виступати за «Санкт-Йоганн» із однойменного міста і наступні чотири сезони своєї ігрової кар'єри провів у Регіоналлізі. Граючи у складі «Санкт-Йоганна» також здебільшого виходив на поле в основному складі команди і був одним з головних бомбардирів команди, маючи середню результативність на рівні 0,51 гола за гру першості.
У січні 2019 року уклав контракт з клубом «Рід», у складі якого провів наступні два з половиною роки своєї кар'єри гравця. Тренерським штабом нового клубу також розглядався як гравець «основи». В новому клубі був серед найкращих голеодорів, відзначаючись забитим голом в середньому щонайменше у кожній третій грі чемпіонату і 2020 року допоміг команді вийти до Бундесліги. Він дебютував у вищому дивізіоні Австрії 13 вересня у матчі проти клубу «Сваровський Тироль» (3:2), забивши гол з пенальті. Всього у сезоні 2020/21 він забив 11 голів у чемпіонаті в 31 матчі і допоміг команді зберегти прописку в еліті.
10 лютого 2021 року стало відомо, що влітку Грюлль у статусі вільного агента приєднається до «Рапіда» (Відень), підписавши зі столичною командою трирічний контракт.
У лютому 2024 року стало відомо, що по закінченню сезону Грюлль перейде до німецького «Вердера».

## Виступи за збірні
У березні 2019 року Грюлль провів один матч у складі юнацької збірної Австрії (U-20).
Протягом 2019—2020 років залучався до складу молодіжної збірної Австрії. На молодіжному рівні зіграв у 8 офіційних матчах, забив 2 голи.
12 жовтня 2021 року у матчі відбору до чемпіонаті світу 2022 року проти команди Данії Марко Грюлль дебютував у національній збірній Австрії.

## Статистика виступів

### Статистика клубних виступів
| Сезон                    | Команда                  | Чемпіонат                | Чемпіонат | Чемпіонат | Національний кубок | Національний кубок | Національний кубок | Континентальні кубки | Континентальні кубки | Континентальні кубки | Інші змагання | Інші змагання | Інші змагання | Усього | Усього | Усього |
| Сезон                    | Команда                  | Ліга                     | Ігор      | Голів     | Ліга               | Ігор               | Голів              | Ліга                 | Ігор                 | Голів                | Ліга          | Ігор          | Голів         | Ігор   | Голів  |        |
| ------------------------ | ------------------------ | ------------------------ | --------- | --------- | ------------------ | ------------------ | ------------------ | -------------------- | -------------------- | -------------------- | ------------- | ------------- | ------------- | ------ | ------ | ------ |
| 2013–14                  | «Пфаррверфен»            | 4Д                       | 24        | 2         |                    | -                  | -                  |                      | -                    | -                    |               | -             | -             | 24     | 2      |        |
| 2014–15                  | «Пфаррверфен»            | 5Д                       | 25        | 11        |                    | -                  | -                  |                      | -                    | -                    |               | -             | -             | 25     | 11     |        |
| Усього за «Пфаррверфен»  | Усього за «Пфаррверфен»  | Усього за «Пфаррверфен»  | 49        | 13        |                    | -                  | -                  |                      | -                    | -                    |               | -             | -             | 49     | 13     |        |
| 2015–16                  | «Санкт-Йоганн»           | РЛ                       | 24        | 8         | КА                 | 1                  | 0                  |                      | -                    | -                    |               | -             | -             | 25     | 8      |        |
| 2016–17                  | «Санкт-Йоганн»           | РЛ                       | 29        | 8         | КА                 | 1                  | 0                  |                      | -                    | -                    |               | -             | -             | 30     | 8      |        |
| 2017–18                  | «Санкт-Йоганн»           | РЛ                       | 29        | 15        | КА                 | 1                  | 0                  |                      | -                    | -                    |               | -             | -             | 30     | 15     |        |
| 2018-січ. 2019           | «Санкт-Йоганн»           | РЛ                       | 17        | 19        | КА                 | 0                  | 0                  |                      | -                    | -                    |               | -             | -             | 17     | 19     |        |
| Усього за «Санкт-Йоганн» | Усього за «Санкт-Йоганн» | Усього за «Санкт-Йоганн» | 99        | 50        |                    | 3                  | 0                  |                      | -                    | -                    |               | -             | -             | 102    | 50     |        |
| січ.-черв. 2019          | «Рід»                    | 2Л                       | 15        | 6         | КА                 | 0                  | 0                  |                      | -                    | -                    |               | -             | -             | 15     | 6      |        |
| 2019–20                  | «Рід»                    | 2Л                       | 29        | 13        | КА                 | 3                  | 1                  |                      | -                    | -                    |               | -             | -             | 32     | 14     |        |
| 2020–21                  | «Рід»                    | БЛ                       | 25        | 10        | КА                 | 2                  | 0                  |                      | -                    | -                    |               | -             | -             | 27     | 10     |        |
| Усього за «Рід»          | Усього за «Рід»          | Усього за «Рід»          | 69        | 29        |                    | 5                  | 1                  |                      | -                    | -                    |               | -             | -             | 74     | 30     |        |
| Усього за кар'єру        | Усього за кар'єру        | Усього за кар'єру        | 217       | 92        |                    | 8                  | 1                  |                      | -                    | -                    |               | -             | -             | 225    | 93     |        |